# Strade (Goran Kuzminac)
Strade è un album di Goran Kuzminac pubblicato nel 1992.

## Disco
Il disco è una raccolta di brani precedentemente pubblicati con due inediti.

## Tracce
1. Gli Specchi – 3:59
2. Malaria – 3:52
3. Breve – 1:56
4. E Va Bene Così – 3:46
5. Ehi ci stai – 3:27
6. Che Carino – 2:24
7. Rock in La Maggiore – 4:10
8. Tempo – 4:38
9. Stasera l'aria è fresca – 4:08
10. Tiritera – 4:29
11. Stella del Nord – 4:29
12. Il Barone Rosso – 5:32